# پائولو بتینی
پائولو بتینی (ایتالیایی: Paolo Bettini؛ زادهٔ ۱ آوریل ۱۹۷۴) یک دوچرخه‌سوار اهل ایتالیا است.
وی در مسابقات کشوری و بین‌المللی در مجموع برندهٔ ۳ مدال طلا، ۱ مدال نقره شده‌است.